# То, что мертво, умереть не может
«То, что мертво, умереть не может» (англ. What Is Dead May Never Die) — третий эпизод второго сезона фэнтезийного сериала канала HBO «Игра престолов». Премьера состоялась 15 апреля 2012 года. Сценарий написал Брайан Когман, а режиссёром стал Алик Сахаров, который раньше работал оператором четырёх эпизодов первого сезона.
Сюжет продолжает события предыдущего эпизода: последствия расследования Джоном Сноу действий Крастера; путешествие Кейтилин Старк в Штормовые Земли с просьбой о помощи у Ренли Баратеона в борьбе с Ланнистерами; внутренний конфликт Теона о том, кому принадлежит его верность; Тирион Ланнистер использует свою хитрость, чтобы найти шпиона его сестры в Малом Совете; а Арья с Йореном сталкиваются с солдатами, ищущими Джендри. Название эпизода взято из молитвы, используемой на Железных Островах, людьми, поклоняющимися Утонувшему Богу.

## Сюжет

### В Королевской Гавани
Тирион Ланнистер (Питер Динклэйдж) пытается спрятать Шаю (Сибель Кекилли) на кухне в качестве посудомойки, но она отказывается. Королева-регентша Серсея (Лена Хеди) ужинает с Сансой (Софи Тёрнер), принцессой Мирцеллой (Эйми Ричардсон) и принцем Томменом (Каллум Уорри), где они обсуждают войну и будущее обручение Сансы с королём Джоффри. В покоях Сансу приветствует Шая, представившись её новой служанкой.
Тирион говорит великому мейстеру Пицелю (Джулиан Гловер) о своих планах заключить союз с домом Мартеллов, выдав Мирцеллу замуж за младшего из сыновей главы Дорна. Вскоре после этого он ведёт такой же разговор с лордом Варисом (Конлет Хилл), однако говорит о планах выдать Мирцеллу за Теона Грейджоя. В конце концов, такой же разговор происходит между ним и лордом Бейлишем (Эйдан Гиллен), на этот раз сообщая о планах выдать Мирцеллу замуж за Робина Аррена. Во всех трёх случаях Тирион заставляет их поклясться хранить этот разговор в секрете, особенно от королевы. Серсея приходит и высказывается против плана Тириона по поводу отправки Мирцеллы к Мартеллам, подтверждая этим, что Пицель является её шпионом; Тирион арестовывает его и отправляет в подземелье. Во время ареста Пицель признается, что рассказал Серсее о том, что Джон Аррен знал о её инцесте с Джейме. Когда лорд Бейлиш понимает, что его использовали, он высказывает своё возмущение Тириону, который поручает ему добраться до Кейтилин Старк в Штормовые Земли и убедить её освободить Джейме.

### За Стеной
Крастер (Роберт Пью) возвращается с Джоном Сноу (Кит Харингтон) к своему дому и приказывает Ночному Дозору уйти. Лорд-командующий Джиор Мормонт (Джеймс Космо) признаётся Джону, что он уже знал о жертвоприношении сыновей Крастера. Он советует не ссориться с Крастером, приняв эти его поступки.

### В Винтерфелле
Брану (Айзек Хэмпстед-Райт) снится ещё один сон, в котором он лютоволк Лето. Когда он спрашивает мейстера Лювина (Дональд Самптер) о своих снах, Лювин отвечает, что ещё будучи мальчиком, он изучал магию и теперь считает, что магии больше не существует, драконы мертвы, а сны не всегда сбываются.

### В Штормовых Землях
Самопровозглашенный король Ренли Баратеон (Гетин Энтони) и его молодая жена, Маргери Тирелл (Натали Дормер), наблюдают за рыцарским турниром. Брат Маргери, Лорас, Рыцарь Цветов (Финн Джонс), сражается с Бриенной Тарт (Гвендолин Кристи). В это время прибывает Кейтилин (Мишель Фэйрли) и застает момент победы Бриенны. Бриенна просит предоставить ей в награду место в Королевской гвардии Ренли, и Ренли, к недовольству Лораса, соглашается на это. Ренли уверен, что его армия из 100 000 воинов может победить Ланнистеров, но Кейтилин напоминает ему, что его люди в большинстве своем неопытны. Позднее Лорас отказывается заниматься сексом с Ренли, пока недавний брак того с Маргери не будет закреплён физически. Когда Ренли не может себя заставить переспать с Маргери, она говорит ему, что давно знает о его отношениях с её братом. Она настаивает на том, чтобы они продолжили попытки зачать ребёнка и тем самым закрепили бы союз между Баратеонами и Тиреллами.

### На Железных Островах
Бейлон Грейджой (Патрик Малахайд) со своей дочерью Ярой (Джемма Уилан) и сыном Теоном (Альфи Аллен) строит планы войны против Севера. Теон протестует и высказывается в пользу альянса со Старками, но Бейлон отказывается и напоминает ему, что Грейджои «не сеют» (девиз их дома, означающий, что они завоевывают всё, вплоть до украшений, а не создают сами). Яра говорит Теону, что теперь он должен выбирать, кому он верен: семье, в которой он воспитывался — Старкам, или его настоящей семье — Грейджоям. Теон пишет письмо Роббу с предупреждением о планах Бейлона, но затем сжигает его, решив вместо этого служить своему отцу. Чтобы подтвердить свою верность, он вновь проходит обряд крещения во имя божества Железных Островов — Утонувшего Бога.

### В Речных Землях
Йорен (Фрэнсис Мэджи) рассказывает Арье (Мэйси Уильямс) историю о том, как он стал членом Ночного Дозора. Внезапно они слышат прозвучавший неподалёку боевой рог. Знаменосец Ланнистеров сир Амори Лорх (Финтан Маккиуон) требует, чтобы Йорен передал ему Джендри (Джо Демпси). Когда Йорен отказывается выдать парня, начинается схватка, в которой Йорен и его люди погибают. В ходе стычки Арья помогает Якену (Том Влашиха) и двум другим пленникам освободиться, чтобы они не погибли в огне. Солдат Ланнистеров, Полливер (Энди Келлегер), отбирает её меч, Иглу. Лорх приказывает отвезти пленных в Харренхол, но когда раненый Ломми Зелёные руки (Эрос Влахос) говорит, что он ранен и не может идти, Полливер убивает его. Лорх требует, чтобы выжившие указали, кто из них Джендри. Арья обманывает Лорха, указывая на убитого Ломми, как будто это и был Джендри.

## Производство

### Сценарий
Сценарий к «То, что мертво, умереть не может» был написан редактором сюжетов Брайаном Когманом, который был основан на оригинальной книге Джорджа Р. Р. Мартина «Битва королей». Когман, ответственный за хранение библии шоу и уже написавший сценарий к четвёртому эпизоду первого сезона, был на съёмках всех сцен эпизода.
Главы книги, включённые в эпизод: Арья IV, Тирион IV, Арья V, Кейтилин II, Тирион VI, Бран IV (главы 15, 18, 20, 23, 26 и 29), а также части глав Тирион I, Тирион II, Тирион V, Джон III и Теон II, которые не были включены в предыдущий эпизод (4, 9, 21, 24 и 25).
Сцены на Железных Островах были специально созданы для шоу, так как книги быстро переходят из откровения Бейлона о том, что он намерен атаковать Север, к Теону, контролирующему подготовку к атаке. Чтобы конкретизировать переход и чувства Теона о смене его верности, Брайан Когман включил сцену с Теоном, который пишет письмо Роббу, только чтобы потом сжечь его, и обряд крещения на берегу Пайка. Когман отметил, что хотя в этих сценах почти нет диалогов, он гордится ими больше всего в этом эпизоде.
Другая сцена, созданная для шоу, это ужин Серсеи и детей. Эта сцена была включена для того, чтобы напомнить зрителям, кто такая Мирцелла, поскольку её потенциальные браки обсуждались в эпизоде. Эйми Ричардсон, актриса играющая Мирцеллу (которая появлялась во многих предыдущих эпизодах на заднем плане), отправила записку Когману, поблагодарив его за её «слова» в этой сцене.

### Кастинг
Эпизод также подчёркивает появление двух новых персонажей: леди Маргери Тирелл, новой королевы короля Ренли Баратеона и сестры его любовника, Лораса Тирелла; и Бриенны Тарт, члена стражи Ренли.
Натали Дормер появилась в роли Маргери Тирелл; её персонаж был старше по сравнению с её книжным двойником (во время съёмок второго сезона Дормер было 29 лет, а Маргери из книг было 15 лет), и её роль была расширена. Дормер также добавили в основной актёрский состав.
На роль Бриенны продюсеры выбрали английскую актрису Гвендолин Кристи. Согласно создателю персонажа, Джорджу Р. Р. Мартину, когда он увидел первую партию прослушивания, он увидел «дюжину актрис, которые читали за Бриенну, и одну из актрис, которая была Бриенной», и это был один из тех случаев, когда не было никакой дискуссии. Из-за её большого роста (6 футов 3 дюйма, 191 см), она была выделена ранее поклонниками книг как актриса, наиболее подходящая на роль Бриенны, а один из фанатов даже отправил письмо её агенту. Кристи уже знала о роли и чувствовала, что она могла бы породниться с персонажем, так как её раньше тоже дразнили за огромный рост и андрогинную внешность. Решив «идти на всё ради этого», она прочитала книги Мартина, начала делать кардиотренировки и практиковаться в кикбоксинге, даже начала носить мужскую одежду для того, чтобы увеличить свою мужественность. После того, как она вошла в актёрский состав, она продолжила тренироваться и получила обширные уроки битвы на мечах и верховой езды. Её последним шагом в процессе трансформации стало отрезание её длинных волос, что её глубоко потрясло, потому что она чувствовала, что это было её последней связью со своей прошлой личностью. После того как её волосы были отрезаны, она ушла в свой номер в отеле и заплакала.

### Места съёмок

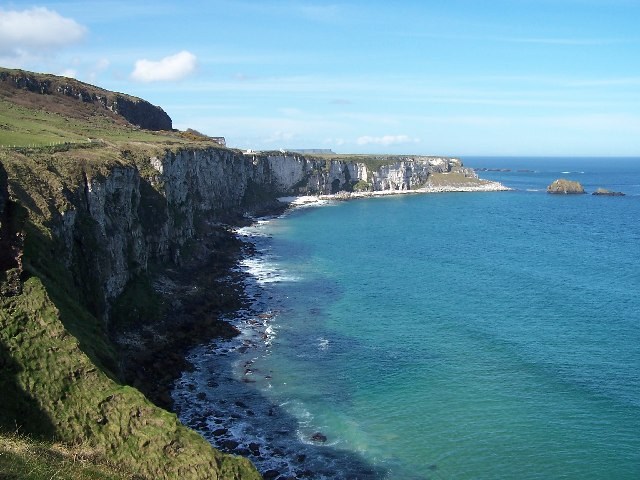
Лагерь Ренли был построен в карьере Лэррибэйн.

Для того, чтобы воспроизвести лагерь Ренли, производство построило его на меловом карьере Лэррибэйн возле Кэррик-а-Рида.
12 сентября 2011 года, во время съёмок лагеря Ренли, сильные ветра, вызванные ураганом Катриной, уничтожили шатры на стальном каркасе и пять статистов получили незначительные травмы. Кроме того, экстремальные погодные условия привели несколько отснятых материалов в негодность, и им пришлось перестраивать места съёмок в октябре, чтобы переснять некоторые сцены. Среди сцен, которые пришлось повторять, были дуэль между Бриенной и Лорасом и прибытие Кейтилин.

## Реакция

### Рейтинги
Аудитория эпизода во время первого показа составила 3.8 миллионов зрителей, и в целом достигла 4.5 миллионов зрителей со вторым показом.

### Реакция критиков
Мэтт Фоулер из IGN дал эпизоду 8.5 из 10. The A.V. Club дал оценил эпизод на A-.